# Kaplica św. Michała Archanioła w Zarzecu Ulańskim
Kaplica św. Michała Archanioła – zabytkowa kaplica rzymskokatolicka, znajdująca się w Zarzecu Ulańskim, na cmentarzu św. Michała Archanioła, należącym do parafii Ulan. 

## Historia
Kaplica została wybudowana w 1849 roku, staraniem ówczesnego proboszcza Parafii św. Małgorzaty w Ulanie – ks. Piotra Krasińskiego. Pierwotnie kaplica kryta była gontem, lecz na początku XX wieku ks. proboszcz Michał Mystowski postarał się o pokrycie jej blachą. W latach 2003–2004 ks. Stanisław Wakulski przeprowadził gruntowną renowację kościoła, ponieważ nie był remontowany od czasu jego powstania, czyli przez ponad 150 lat. Wymieniono elewację, dach, wewnątrz kościoła odmalowano stare obrazy, a także zmieniono wygląd ołtarza.